# Seth Sothel
Seth Sothel (* um 1638 in England; † vor dem 3. Februar 1693 im heutigen Bertie County, North Carolina) war ein englischer Kolonialgouverneur in der Province of Carolina.

## Lebenslauf
Über die Jugend und Schulausbildung von Seth Sothel ist nichts überliefert. Er erwarb in England einen beträchtlichen Landbesitz und sicherte sich auch Ländereien im Albemarle Sound, dem nördlichen Teil der Province of Carolina, aus dem der heutige US-Bundesstaat North Carolina hervorging.  Auf der Reise dorthin geriet er 1678 in die Hände von algerischen Piraten, die ihn bis 1681 gefangen hielten und dann gegen Lösegeld wieder frei ließen. Im Jahr 1682 wurde er zum Gouverneur dieser Provinz bestellt. Dieses Amt bekleidete er bis 1689. Dabei erwies er sich zunehmend als kriminell. Die Liste der gegen ihn erhobenen Vorwürfe war lang. Man warf ihm vor politische Gegner inhaftiert zu haben und anschließend deren Ländereien in seinem eigenen Besitz eingegliedert zu haben. Darüber hinaus soll er Handelsschiffe samt Ladung konfisziert haben. Er brachte Sklaven, Vieh und Farmland widerrechtlich in seinen Besitz und er erwies sich obendrein als korrupt und tyrannisch. Das alles führte 1689 zu seiner Absetzung und Flucht in den Süden in die spätere Province of South Carolina. Nach der Absetzung des dortigen Gouverneurs, James Colleton, wurde er, trotz seiner auch im Süden bekannten Vergangenheit im Norden, zum Gouverneur ernannt, wo er 1690 sein neues Amt antrat. Da er seinen aus dem Norden bekannten kriminellen Stil offenbar fortsetzte, wurde er auch hier bald wieder abgesetzt (8. November 1691) und durch Philip Ludwell ersetzt. Später zog er sich auf seine Plantage in North Carolina zurück, wo er auch verstarb. Für seine Vergehen als Gouverneur in beiden Teilen der Province of Carolina wurde er nie ernsthaft zur Rechenschaft gezogen.   